# Markivka
Markivka (ukrajinsky Марківка; rusky Марковка – Markovka) je sídlo městského typu v Luhanské oblasti na Ukrajině. Leží na řece Derkulu ve vzdálenosti 125 kilometrů od Luhansku, správního střediska celé oblasti, a 35 kilometrů jihozápadně od Kantěmirovky, sídla městského typu ve Voroněžské oblasti v Rusku. V roce 2013 žilo v Markivce zhruba šest a půl tisíce obyvatel.

## Rodáci
- Andrej Ivanovič Jerjomenko, maršál Sovětského svazu